# 화성인 마빈

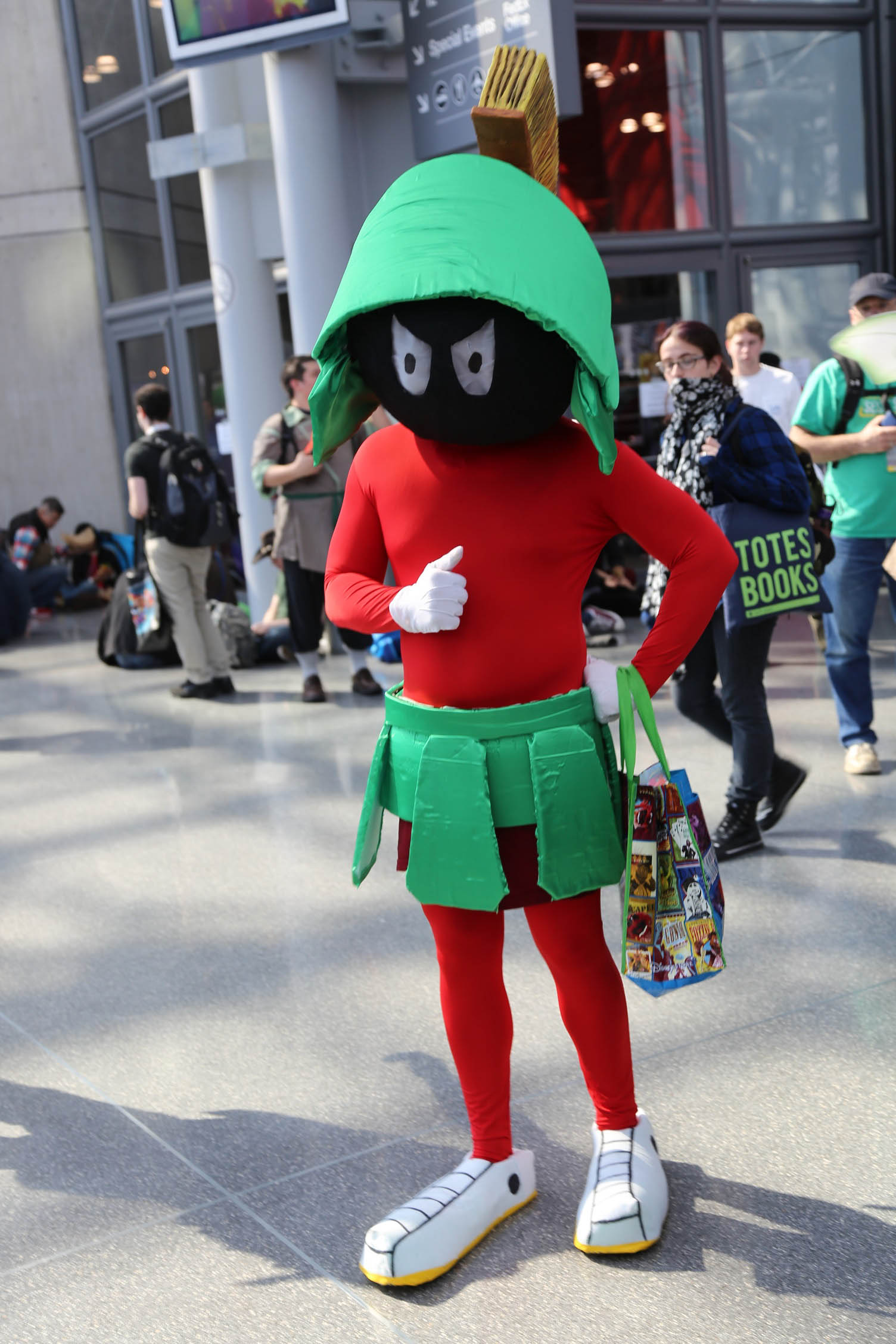

화성인 마빈(Marvin the Martian)은 워너 브라더스의 애니메이션 루니툰과 메리 멜로디스에 등장하는 캐릭터이다.

## 캐릭터 탄생과정
벅스 버니의 숙적으로 붉은 수염과 말이 많은 요세미티 샘이 나온 이후,루니툰 제작감독 프리츠 프레츠랭과 감독 척 존스는
다른 타입의 캐릭터를 만들기로 했다.
그 캐릭터는 조용하고 고운 말투를 쓰지만 행동은 굉장히 파괴적이고 위험한 캐릭터였다.
화성인 마빈은 그 결과이다.그의 등장은 1948년 Haredevil Hare이다.
다른 워너 브라더스의 악당 캐릭터들과 달리,마빈은 가장 사악하면서 멍청하기만 하지는 않았다.
하지만 다른 악당 캐릭터와 마찬가지로 재미있다.
마빈은 워너 브라더스의 악당 캐릭터들 중 가장 조용하며,고운 말을 쓰며 영리하며 실력이 있다.
마빈의 모티브는 로마의 신 마르스이다.
"저 헬멧과 치마는 마르스가 입었던 것입니다.우리는 개미같은 생물에 이 의상을 입힌다는 것이 재밌다고 생각했죠.
하지만 마빈에게는 입이 없기 때문에 그가 말하는 것은 그의 몸의 움직임으로 표현해야 했죠."
짐 코키스"The Return of Duck Dodgers" 중
오리지널 시리즈에서 마빈의 이름은 언급이 되지 않았다.
1952년에 공개된 에피소드 The Hasty Hare에서
그의 이름은 플라잉 소서의 사령관 X-2(Commander of Flying Saucer X-2)이라고 나온다.
10년 뒤,이 캐릭터가 상품으로서의 인기를 얻자,현재의 이름으로 바뀌게 되었다.

## 소개
마빈은 기본적으로 화성에서 왔다는 설정이지만 작품 내에서 화성 이외의 장소에서 오는 일도 많다.
그는 자신의 애완견 K-9을 데리고 다니며, 1958년 작품 'Marvin Attack'에서는 고대 로마 병사의 복장을 하고 있으며 농구화를 신고 있다.
유명한 대사로는 "Where is the kaboom? There was supposed to be an earth-shattering kaboom!"
과 "This makes me so angry, very angry indeed"가 있다.
카툰 네트워크의 TV 시리즈 덕 다저스에서는 덕 다저스(대피 덕)의 적으로 등장하며,
베이비 루니툰즈에서는 어린 아기로 등장한다.
타이니 툰의 한 에피소드 Duck Dodgers Jr에서는 조카인 화성인 마샤(목소리:트레스 맥네일)와 함께 등장한다.
영화 스페이스 잼에서는 농구시합의 심판으로 등장한다.
그는 페어플레이를 주장했으나, 외계인들 팀에게 무시당했다.
영화 루니툰: 백 인 액션에서는 애크미 회사의 시장(배우:스티브 마틴)에게 에리어 52에 있는 DJ(배우:브랜든 프레이저)와
그의 동료들을 말살하려는 명령을 받고 움직인다. 영화의 후반부에서는 몽키 다이아몬드를 애크미 사의 인공위성에
탑재하려고 하나 벅스 버니와 대피 덕에 의해 저지된다.
크리스마스 캐롤을 패러디한 루니툰 극장판 애니메이션 Bah, Humduck! A Looney Tunes Christmas에도 등장한다.
마빈은 대피 덕의 회사에서 일하는 화성출신의 종업원으로 등장한다.
2011년에 카툰네트워크에서 방영한 TV시리즈 루니 툰 - 벅스 버니와 대피 덕에서는 대피 덕의 고등학교 동창으로
등장한다.

## 성우

### 원판
- 멜 블랭크(1948-1986)
- 조 알라스키(타이니 툰, 덕 다저스)
- 롭 폴슨(타즈 마니아)
- 모리스 라마슈(애니매니악스)
- 프랭크 고신
- 밥 버겐(스페이스 잼)
- 닐 로스(핑키와 브레인)
- 사무엘 빈센트(베이비 루니 툰)
- 에릭 골드버그(루니툰: 백 인 액션)
- 에릭 바우자(루니 툰 - 벅스 버니와 대피 덕)

### 한국어판
한국어판 마빈의 성우 대부분 알려진 바가 없으나, 《루니 툰 카툰》에서는 사성웅이 맡았다.

## 그외 출연
화성인 마빈은 사우스 파크의 한 에피소드 'Imaginationland Episode III'에 게스트로 출연했다.
이 에피소드 등장 시 마빈에게는 입이 있었다.
심슨 가족의 스프링필드 X파일에서는 같은 외계인 알프와 함께 용의자 명단에 올라와 있으며,
'정말 화가 나는군(This makes me very angry)'라는 문구도 같이 적혀 있다.
누가 로저 래빗을 모함했나에 카메오 출연
2013년 개봉된 영화 그래비티에서는 파괴된 스페이스 셔틀에서 마빈의 인형이 나오는 장면이 있다.